# Massacra
A Massacra egy francia death/thrash metal együttes volt, amely 1986-ban alakult meg Párizs elővárosában Franconvilleben.

## Története
Első demojukat 1987-ben adták ki Legion of Torture címmel, majd 1988-ban Final Holocaust néven egy újabb demoanyagot jelentettek meg. Az együttes eredeti felállását Fred „Death” Duval énekes/gitáros, Jean-Marc Tristani gitáros, Pascal Jorgensen basszusgitáros, és Chris Palengat dobos alkotta. 1989-ben Nearer from Death címmel adtak ki még egy demot, majd a német Shark Records lemezkiadóval kötöttek megállapodást.
Első nagylemezük 1990-ben jelent meg Final Holocaust címmel, melynek újrakiadására az azonos című demo is felkerült. Míg az együttes demoira a thrash metal stílusmeghatározás volt a jellemző, a debütáló albumukra beszivárogtak az ekkortájt előretörő death metal hullám ismérvei is. Következő albumuk 1991-ben látott napvilágot Enjoy the Violence címmel. Az album kiváló kritikákban részesült, és olyan hasonló átmenetet képez a thrash és a death metal között, mint a Schizophrenia című Sepultura lemez. Az album kiadása után Chris Palengat elhagyta a zenekart, helyére Matthias Limmer érkezett. Már ez a felállás készítette el, az 1992-ben megjelent Signs of the Decline albumot. A lemezt már a Vertigo Records jelentette meg, és sokak szerint már nem tudta megismételni elődje magas színvonalát. 1993-ban már a hanyatlás jelei érződtek az együttesen, ezért a kiadó is megvált tőlük. 1994-ben a Phonogram Records-szal írtak alá lemezszerződést, és elhatározták, hogy zeneileg is némi módosítást eszközölnek. Az 1994-es Sick albumra ugyan megtartották a korábbi producerüket Tim Buktut, de az anyag a thrash metal mellett korszerű groove metal felhangokat is tartalmazott. A lemez hasonlóságot mutat a Metallica zenéjével, az éneket pedig úgy jellemezték, mint a Coroner frontember Ron Broder egy agresszívebb változatát. A korábbiaknál lassabb tempók mellett, olyan alternatív hatások is beszűrödtek, amelyek a Soundgarden vagy a Faith No More stílusához voltak hasonlatosak. Az album nagy csalódást okozott a korai thrash/death metal albumokat favorizáló rajongók körében.
A lemez kiadása után a Rough Trade kiadóhoz szerződtek, míg az új dobosuk Björn Crugger lett. Következő, egyben utolsó stúdióalbumuk 1995-ben jelent meg Humanize Human címmel, zeneileg az előző album irányvonalát folytatva, némileg hosszabb dalokkal. Ezt követően a zenekar énekes/gitárosánál Fred Duvalnál bőrrákot diagnosztizáltak, ezért az együttes pályája megakadt. A többi tag ez idő alatt megalapította az ipari hatású Zero Tolerance zenekart, amellyel egy albumot is megjelentettek. Duval végül 1997. június 6-án 29 éves korában elhunyt. Az együttes tagjai úgy döntöttek, hogy nélküle nem folytatják tovább, így a Massacra 1997-ben feloszlott. 2000-ben egy Apocalyptic Warriors Pt. 1 című válogatásalbum jelent meg a zenekartól.

## Diszkográfia
- Legion of Torture (Demo, 1987)
- Final Holocaust (Demo, 1988)
- Nearer from Death (Demo, 1989)
- Final Holocaust (CD, 1990)
- Enjoy the Violence (CD, 1991)
- Signs of the Decline (CD, 1992)
- Sick (CD, 1994)
- Humanize Human (CD, 1995)
- Apocalyptic Warriors Pt. 1 (válogatás CD, 2000)

## Tagok
- Ének, gitár: Fred "Death" Duval 1986–1997
- Gitár: Jean-Marc Tristani 1986–1997
- Basszusgitár: Pascal Jorgensen 1986–1997
- Dob: Chris Palengat 1988–1991
- Dob: Matthias Limmer 1992–1994
- Dob: Björn Crugger 1995–1997